# Giải bóng đá hạng ba quốc gia Cộng hòa Síp 1991–92
Giải bóng đá hạng ba quốc gia Cộng hòa Síp 1991–92 là mùa giải thứ 21 của giải bóng đá hạng ba Cộng hòa Síp. PAEEK FC giành danh hiệu đầu tiên.

## Thể thức thi đấu
Có 14 đội bóng tham gia Giải bóng đá hạng ba quốc gia Cộng hòa Síp 1991–92. Tất cả các đội thi đấu với nhau hai lần, một ở sân nhà và một ở sân khách. Đội bóng nhiều điểm nhất vào cuối mùa giải sẽ là đội vô địch. Hai đội đầu bảng sẽ lên chơi ở Giải bóng đá hạng nhì quốc gia Cộng hòa Síp 1992–93. Ba đội cuối bảng xuống chơi tại Giải bóng đá hạng tư quốc gia Cộng hòa Síp 1992–93.
Đội bóng xếp thứ ba đối mặt với đội xếp thứ 12 của Giải bóng đá hạng nhì quốc gia Cộng hòa Síp 1992–93, trong một trận đấu play-off hai lượt cho một suất ở Giải bóng đá hạng nhì quốc gia Cộng hòa Síp 1992–93.

### Hệ thống điểm
Các đội bóng nhận được 3 điểm cho một trận thắng, 1 điểm cho một trận hòa và 0 điểm cho một trận thua.

## Bảng xếp hạng
| Vị thứ | Đội bóng                  | St. | T. | H. | B. | BT. | BB. | BT. | Đ  | Ghi chú                                                                 |
| ------ | ------------------------- | --- | -- | -- | -- | --- | --- | --- | -- | ----------------------------------------------------------------------- |
| 1      | PAEEK FC                  | 26  |    |    |    | 69  | 22  | +47 | 59 | Vô địch-Thăng hạng Giải bóng đá hạng nhì quốc gia Cộng hòa Síp 1992–93. |
| 2      | ENTHOI Lakatamia FC       | 26  |    |    |    | 54  | 24  | +30 | 57 | Thăng hạng Giải bóng đá hạng nhì quốc gia Cộng hòa Síp 1992–93.         |
| 3      | Adonis Idaliou            | 26  |    |    |    | 54  | 21  | +33 | 50 | Playoff Thăng hạng.                                                     |
| 4      | Digenis Akritas Ipsona    | 26  |    |    |    | 47  | 36  | +11 | 45 |                                                                         |
| 5      | Ermis Aradippou FC        | 26  |    |    |    | 58  | 19  | +39 | 44 |                                                                         |
| 6      | AEK Kakopetrias           | 26  |    |    |    | 45  | 29  | +16 | 44 |                                                                         |
| 7      | AEK Katholiki             | 26  |    |    |    | 63  | 36  | +27 | 42 |                                                                         |
| 8      | Ayia Napa FC              | 26  |    |    |    | 40  | 30  | +10 | 42 |                                                                         |
| 9      | Tsaggaris Peledriou       | 26  |    |    |    | 45  | 47  | -2  | 39 |                                                                         |
| 10     | Ethnikos Defteras         | 26  |    |    |    | 39  | 47  | -8  | 30 |                                                                         |
| 11     | Achyronas Liopetriou      | 26  |    |    |    | 42  | 56  | -14 | 26 |                                                                         |
| 12     | Elpida Xylofagou          | 26  |    |    |    | 29  | 68  | -39 | 20 | Xuống hạng Giải bóng đá hạng tư quốc gia Cộng hòa Síp 1992–93.          |
| 13     | Kentro Neotitas Maroniton | 26  |    |    |    | 23  | 102 | -79 | 12 | Xuống hạng Giải bóng đá hạng tư quốc gia Cộng hòa Síp 1992–93.          |
| 14     | Keravnos Strovolou FC     | 26  |    |    |    | 16  | 87  | -71 | 6  | Xuống hạng Giải bóng đá hạng tư quốc gia Cộng hòa Síp 1992–93.          |

Hệ thống điểm: Thắng=3 điểm, Hòa=1 điểm, Thua=0 điểm
Luật xếp hạng: 1) Điểm, 2) Hiệu số, 3) Bàn thắng

## Playoff Thăng hạng
Adonis Idaliou gặp Ethnikos Assia FC. Ethnikos Assia FC thắng playoff.